# Дроїд (фільм)
Дроїд (англ. Droid) — науково-фантастичний фільм 1988 року Direct-to-video. Його походження навмисно приховують на упаковці: на передній обкладинці вказано, що режисером фільму є «британський режисер Пітер Вільямс», а головні ролі Тейлора — «Кевін Джин», його колишньої дружини Ніколи — «Ракель Ріос», а на задній обкладинці — «Ребекка Лінн». Кінцеві титри показують, що ці ролі виконують Грег Дерек і Кріста Лейн. Насправді фільм є відредагованою версією жорсткого порнографічного фільму під назвою «Cabaret Sin» (первісно випущений 1 липня 1987 року), який продається аудиторії наукової фантастики, а його режисером насправді є Філіп О'Тул за сценарієм Накади О' Тул і Крістофер Сент Бут. Фільм був випущений на VHS компанією Even Steven Productions і містив наклейку з попередженням про сексуальні сцени, оголеність, насильство та висловлювання дорослих, хоча фільм не має рейтингу MPAA. Сюжетна лінія є імітацією «Того, що біжить по лезу», тоді як один персонаж відверто змодельований за Ентоні Деніелсом як C-3PO. Виконавчим продюсером є Кірді Стівенс.

## Сюжет
У 2020 році в Лос-Анджелесі рівень злочинності зріс на 200 %. Поліція відома як Елімінатори, і вони борються проти дроїдів-воїнів ацтеків (Лоррі Ловетт), які одягаються в нацистському стилі. Дроїди були створені як слуги, і Тейлор має одного, Рочестера (його грає Кевін Джеймс, що дуже наближено до моделей мовлення Деніела). Тейлора, який колись був найкращим Елімінатором, але найбільше хоче повернутися до своєї колишньої дружини Ніколи, шантажують, щоб він спробував викрасти цифровий декодер, щоб закрити війська ацтеків. Проте більшу частину часу Тейлор проводить у клубі, спостерігаючи за різноманітними сексуальними парами за участю таких зірок фільмів для дорослих, як Гершель Севідж, Банні Блю (як Теммі Дорсі, яка мастурбує з тромбоном), Кенді Еванс, Том Байрон, Кейшею та Крістарою Баррінгтон. Третім є вбивця, на ім'я Клинок (Стівен Денсмор), якого найняв чоловік, якому він перериває мастурбацію.
Зрештою на квартиру Тейлора напали, коли він був у душі, і його дроїд зламався. Він отримує декодер і використовує його, і возз'єднується з Ніколою. Однак «Ацтека» насправді не знищена, і вимальовується «продовження».

## Виробництво
Оригінальний саундтрек належить Cinema Symphony [sic] і, як стверджується, був випущений на лейблі Motion Records. На упаковці стверджується, що фільм — це «американські гірки зі спецефектів, відзначеної нагородами операторської роботи та оригінального саундтреку до фільму». Жодної згадки про те, які саме нагороди отримала операторська робота (авторства Слая Бернса), не згадується.
Єдині персонажі другого плану, які не вступають у сексуальні стосунки у відредагованій версії, — це Рочестер і Блейд (у фінальних титрах їхня вартість набагато нижча, ніж на коробці або у початкових титрах). Сексуальна сцена Тейлорів майже підсвідома — кілька хвилин герої просто повільно танцюють, а потім з'являються кадри їхніх романтичних занять коханням. Імовірно, у нерозрізаній версії танцям і сексу було надано майже однакову вагу.
Один із персонажів — незаймана модель, якій загрожує звільнення за незайманість. Тейлор погоджується на секс з нею після того, як вона каже: «Ти не одружений, чи не так?» ще один кричущий момент, що розкриває порнографічне походження фільму.

## Відгуки
Adult Video News похвалили «Cabaret Sin» за «час і зусилля (і, очевидно, гроші)», вкладені у виробництво. У ньому згадується подібність сюжету до «Того, хто біжить по лезу», але сказано, що естетично його можна порівняти з «Божевільним Максом за куполами грому» та «Зоряними війнами», а також із «Кафе Плоть». Він описав фільм як настрій з жорстким місіонерським і оральним сексом. Він оцінив фільм як «однозначно вартий уваги», і ця відповідь, ймовірно, призвела до його редагування для основного випуску.